# Pavetta dolichostyla
Pavetta dolichostyla är en måreväxtart som beskrevs av Elmer Drew Merrill. Pavetta dolichostyla ingår i släktet Pavetta och familjen måreväxter. Inga underarter finns listade i Catalogue of Life.